# Регіоналліга
Регіональна ліга Німеччини з футболу (нім. Fußball-Regionalliga) — четверта по силі, напівпрофесійна футбольна ліга Німеччини. Чемпіонат розділений на п'ять зон.
У період з 1963 по 1972 рік Регіоналліга була другою за силою після Бундесліги, після чого протягом 20 років не існувала. Була відновлена лише у 1994 році, ставши третьою за силою між Другою Бундеслігою і Оберлігою, а з введенням 2008 року Третьої ліги Регіоналліга стала четвертим дивізіоном країни.

## Структура

### Зміни в 2012 році
У жовтні 2010 року було прийнято рішення про чергову зміну. Кількість Регіоналліг було вирішено розширити, довівши їх число до п'яти, відновивши неіснуючу до цього моменту Регіоналлігу Північний Схід (нім. Regionalliga Nordost) і заснувавши нову лігу — Регіоналлігу Баварія (нім. Regionalliga Bayern).
Також стало відомо, що Регіоналліга Захід втратить клуби з південно-західних регіонів країни, які підуть у нову лігу, сформовану з цих клубів і клубів Регіоналліги Південь (Regionalliga Süd) без урахування баварських команд.
Нова система була реалізована з сезону 2012/13. Також було прийнято рішення про скорочення резервних клубів Регіональної ліги до семи, а фарм-клуби команд, які виступають у Третій Бундеслізі, не допускаються до участі в Регіональній лізі.
При цьому Регіональні ліги управляються не Німецьким футбольним союзом, а місцевими футбольними асоціаціями.
Реорганізація Регіональних ліг після змін 2008 року стала необхідною з причини великої кількості банкрутств, що спіткали ряд клубів. Це було викликано відсутністю медіа-інтересу до них, а також великою вартістю участі та вимогами інфраструктур.
П'ять Регіональних ліг, що існують з початку сезону 2012/13:
- Регіоналліга Північ, (Нижня Саксонія, Шлезвіг-Гольштейн, Бремен і Гамбург)
- Регіоналліга Північний Схід, (Бранденбург, Берлін, Мекленбург-Передня Померанія, Саксонія-Ангальт, Тюрингія і Саксонія)
- Регіоналліга Захід, (Північний Рейн-Вестфалія)
- Регіоналліга Південний Захід, (Рейнланд-Пфальц, Саарланд, Гессен і Баден-Вюртемберг)
- Регіоналліга Баварія, (Баварія)

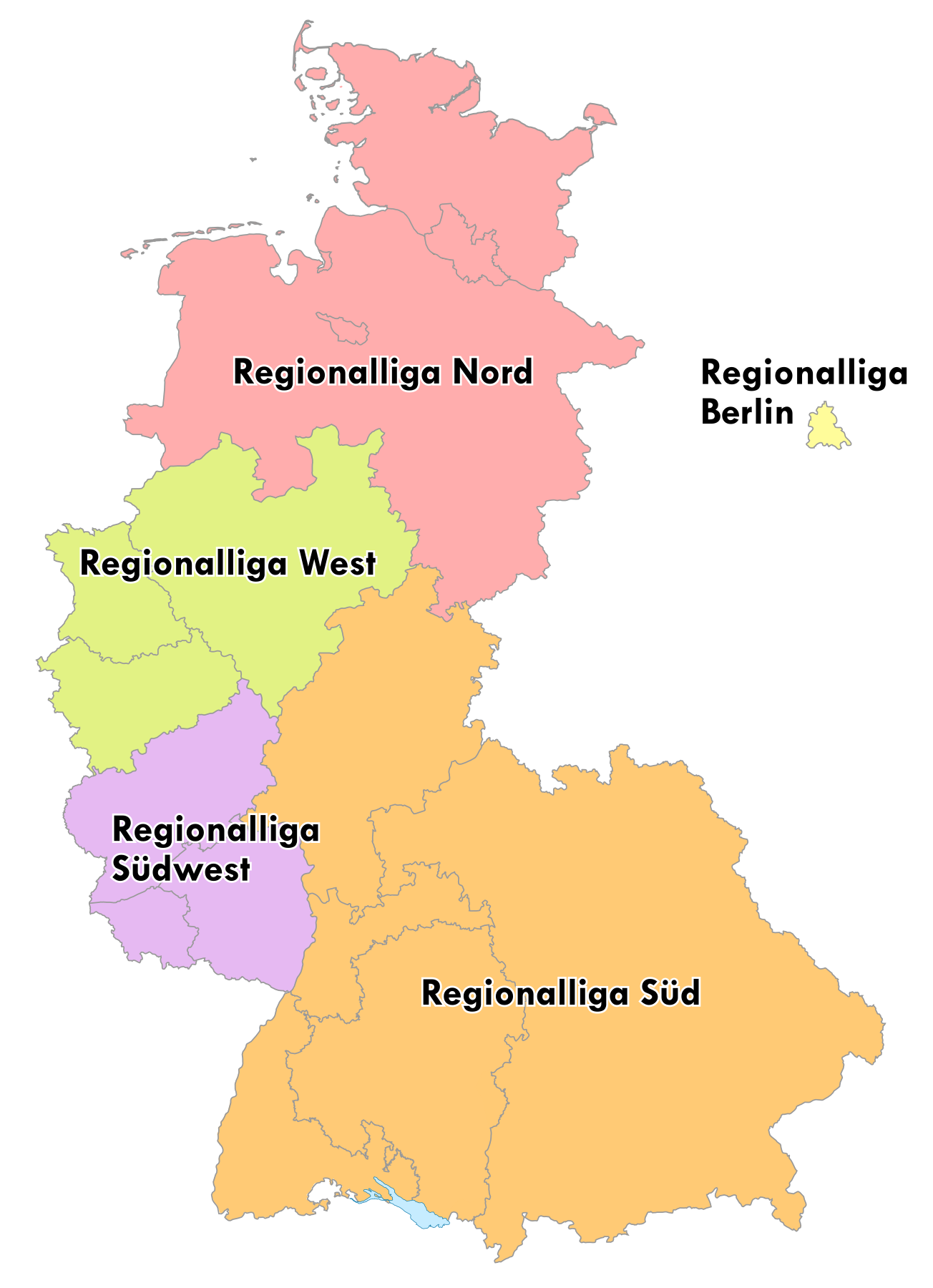
Регіоналліги у 1963—1974 роках.
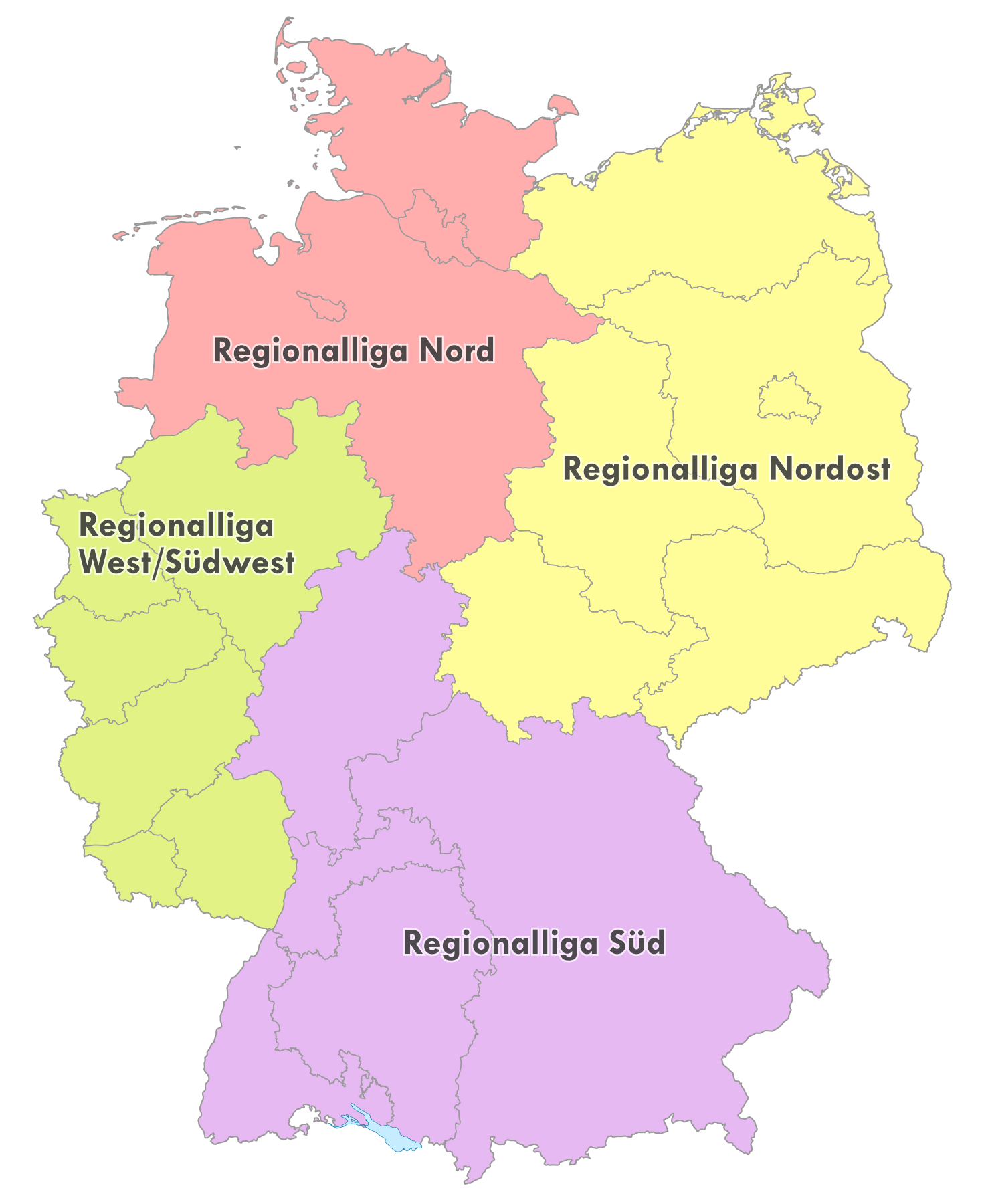
Регіоналліги у 1994—2000 роках.
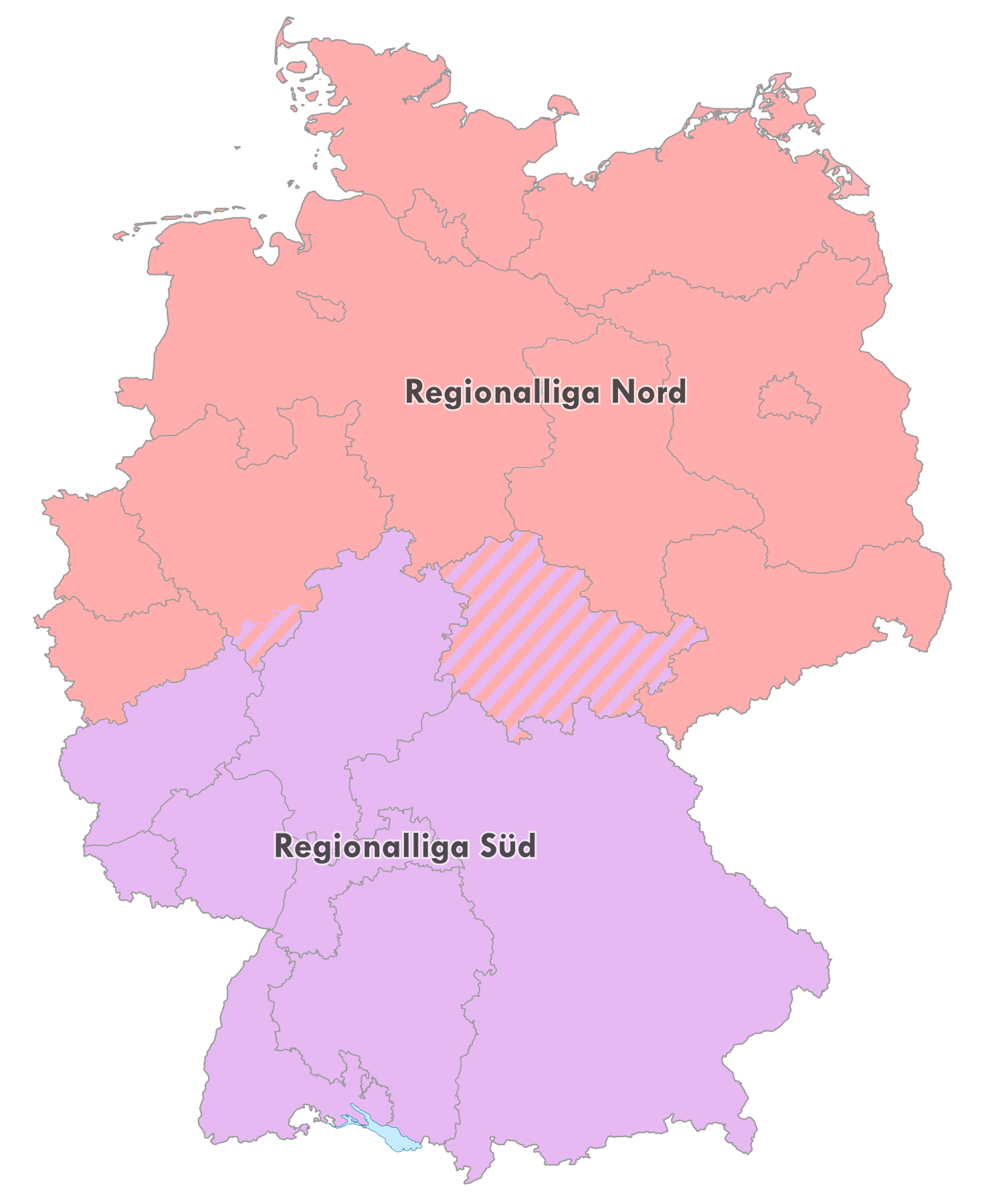
Регіоналліги у 2000—2008 роках.
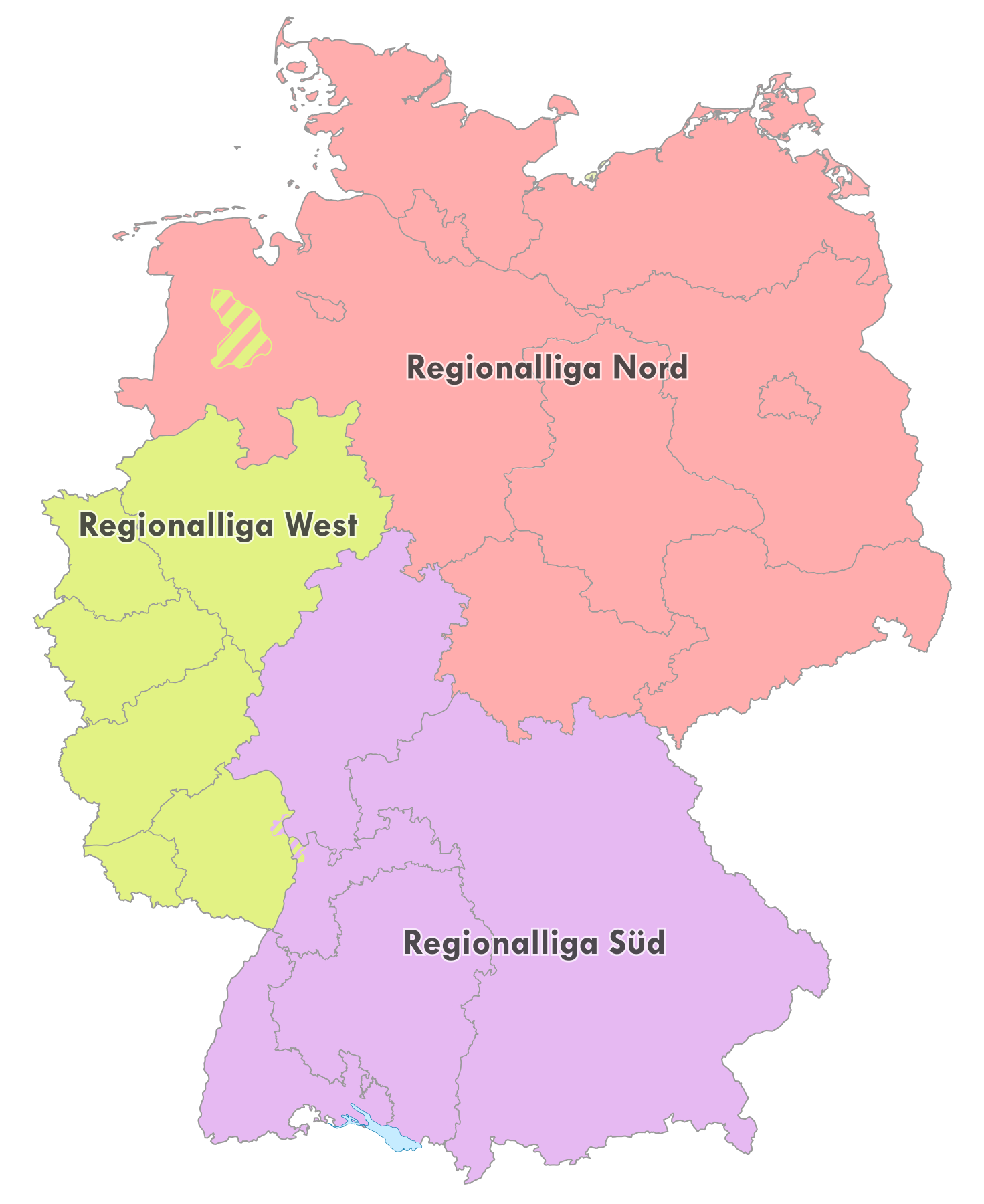
Регіоналліги у 2008—2012 роках.
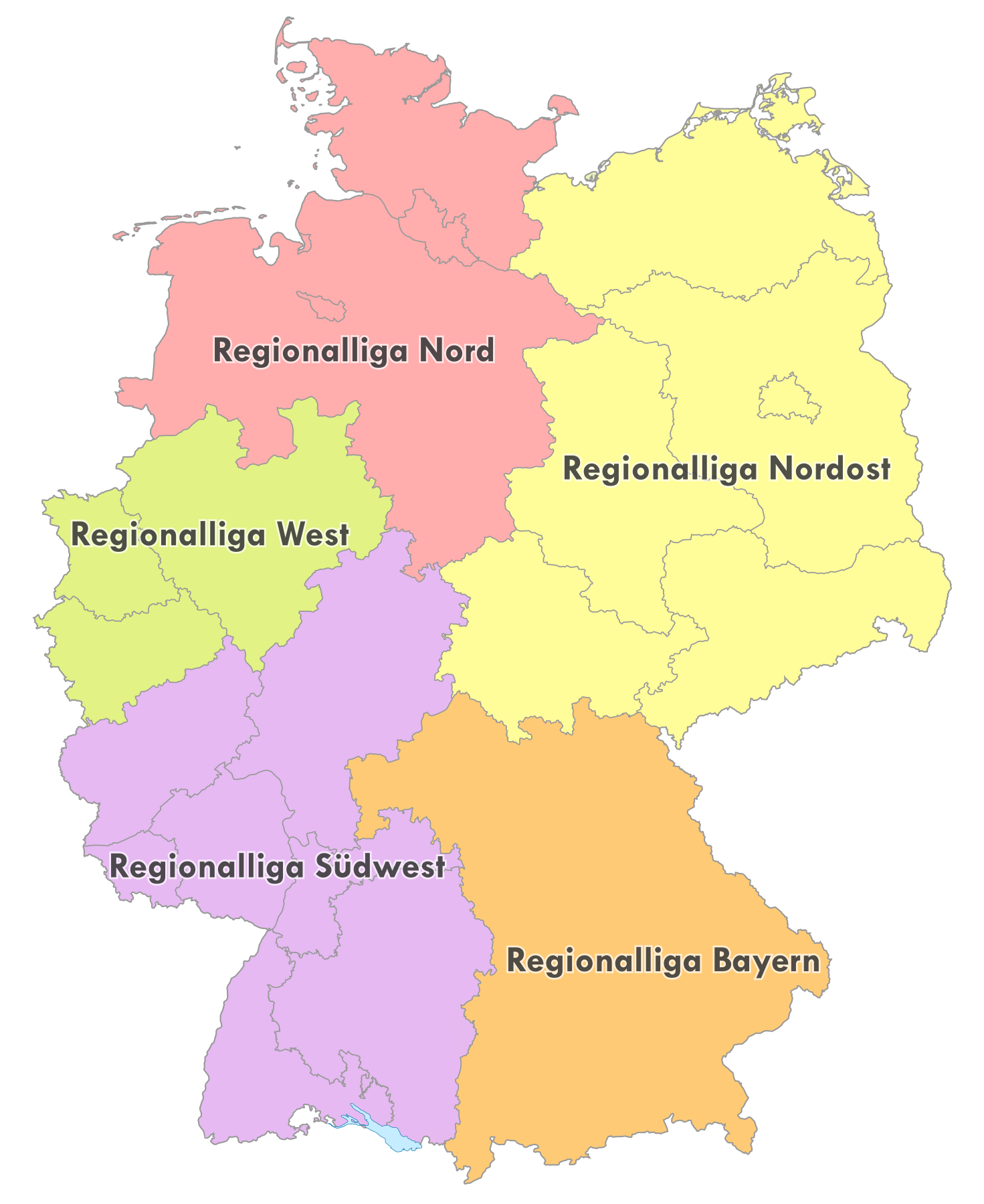
Регіоналліги з 2012 року.

## Рекорди Регіоналліги

### 1963—1974
- Найбільша кількість очок за сезон: 63 (93*) — «Айнтрахт Брауншвейг» в сезоні 1973/74 після 36 ігор.
- Найменша кількість очок за сезон: 3 (3*) — «Германія Меттерніх» в сезоні 1966/67 після 30 ігор.
- Найбільша кількість голів за сезон: 146 — «Баварія Мюнхен» в сезоні 1964/65 після 36 ігор.
- Найбільша кількість голів: 52 — Гюнтер Преппер («Вупперталер»), в сезоні 1971/72.
- Найменша кількість голів за сезон: 15 — «Алеманія Берлін» в сезоні 1973/74 після 33 ігор і «Шпортфройнде Нойкельн» в сезоні 1969/70 після 26 ігор.
- Найбільша різниця між забитими і пропущеними м'ячами: +114 (146:32) — «Баварія Мюнхен» в сезоні 1964/65 після 36 ігор.
- Рекорд відвідуваності: 90 000 осіб — матч «Мюнхен 1860» — «Аугсбург» 15 серпня 1973.

(* Після введення правил, за якими за перемогу присвоювалися 3 очки)

### 1994—2000
- Найбільша кількість очок за сезон: 92 — «Теніс Боруссія» в сезоні 1997/98 після 34 ігор.
- Найменша кількість очок за сезон: 10 — «Ремшайд» в сезоні 1998/99 після 32 ігор і «Лонгоф» в сезоні 1999/00 після 34 ігор.
- Найбільша кількість голів за сезон: 120 — «Ганновер 96» у сезоні 1997/98 після 34 ігор.
- Найменша кількість голів за сезон: 19 — «Сальмрор» в сезоні 1999/00 після 36 ігор)
- Найбільша різниця між забитими і пропущеними м'ячами за сезон: +91 (120:29) — «Ганновер 96» у сезоні 1997/98 після 34 ігор)
- Рекорд відвідуваності: 55 000 осіб — матч «Ганновер 96» — «Енергі Котбус», що відбувся 29 травня 1997 року за право виходу у Другу Бундеслігу.

### 2000—2008 (по двом зонам)
- Найбільша кількість очок за сезон: 76 — «Аугсбург» в сезоні 2005/06 після 34 ігор і «Рот-Вайсс Ессен» в цьому ж сезоні після 36 ігор
- Найменша кількість очок за сезон: 10 — «Ешборн» в сезоні 2005/06 (одна перемога) і «Кайзерслаутерн II» в сезоні 2006/07 (без перемог) після 34 ігор у обох команд.
- Найбільша кількість голів за сезон: 77 — «Рот-Вайсс Ессен» в сезоні 2003/04 після 34 ігор
- Найменша кількість голів за сезон: 15 — «Ешборн» в сезоні 2005/06 після 34 ігор
- Найбільша різниця між забитими і пропущеними м'ячами за сезон: +51 — «Рот-Вайсс Ессен» в сезоні 2003/04 після 34 ігор
- Найгірша різниця забитих та пропущених м'ячів: -69 — «Ешборн» в сезоні 2005/06 після 34 ігор.
- Рекорд відвідуваності: 38 500 осіб — «Фортуна Дюссельдорф» — «Уніон Берлін» 10 вересня 2004 року

### 2008—2012 (по трьом зонам)
- Найбільша кількість очок за сезон: 73 — «Гольштайн Кіль» в сезоні 2008/09 після 34 ігор.
- Найменша кількість очок за сезон: 17 — «Унтергахінг II» в сезоні 2008/09 після 34 ігор.
- Найбільша кількість голів за сезон: 86 — «Боруссія Дортмунд II» в сезоні 2008/09 після 34 ігор.
- Найменша кількість голів за сезон: 21 — «Саксонія Лейпциг» в сезоні 2008/09 після 34 ігор.
- Найкраща різниця між забитими і пропущеними м'ячами за сезон: +42 — «Гессен Кассель» в сезоні 2008/09 після 34 ігор.
- Найгірша різниця забитих та пропущених м'ячів: -52 — «Гроссбардорф» в сезоні 2008/09 після 34 ігор.
- Рекорд відвідуваності: 16 495 осіб — матч Шальке-04 II — «Рот-Вайсс Ессен» 17 серпня 2009 року.